# 찐빵
찐빵 또는 증기빵은 김에 쪄서 익힌 빵이다. 또한 찐빵의 속에 팥소를 넣는다. 그리고 강원특별자치도 횡성군 안흥면에서 만드는 안흥찐빵이 유명하다.
호빵은 원래 찐빵의 상표명으로 삼립에서 지은 상표명에서 유래했으나, 현재는 호빵과 찐빵이 유사하지만 다른 "사촌" 음식으로 여겨진다.

## 같이 보기
- 바오쯔
- 호빵
- 팥소